# Jáider Arboleda
Jáider Arboleda (Tumaco, Nariño, Colombia; 19 de febrero de 1985) es un futbolista colombiano. Juega como delantero o mediocampista por derecha.

## Clubes
| Club                 | País     | Año       |
| -------------------- | -------- | --------- |
| Deportes Tolima      | Colombia | 2002-2006 |
| Atlético Bucaramanga | Colombia | 2006      |
| Deportes Tolima      | Colombia | 2007      |
| Real Cartagena       | Colombia | 2008      |
| Expreso Rojo         | Colombia | 2009      |
| Deportivo Pasto      | Colombia | 2010      |
| Patriotas            | Colombia | 2011      |
| Tigres Fútbol Club   | Colombia | 2012      |

## Palmarés

### Campeonatos nacionales
| Título              | Club            | País     | Año  |
| ------------------- | --------------- | -------- | ---- |
| Torneo Finalización | Deportes Tolima | Colombia | 2003 |
| Primera B           | Real Cartagena  | Colombia | 2008 |